# Redpath Peaks
Die Redpath Peaks sind eine Gruppe niedriger, schneebedeckter Berggipfel im Ellsworthgebirge des westantarktischen Ellsworthlands. Sie ragen 5 km südöstlich des Mount Shattuck und der Independence Hills am südlichen Ausläufer der Heritage Range auf. Sie bilden zudem den südlichen Teil der Westwand des Horseshoe Valley.
Das US-amerikanische Advisory Committee on Antarctic Names benannte sie 1966 nach Bruce B. Redpath, einem Geophysiker des United States Antarctic Research Program, der von 1964 bis 1965 an der ersten Traverse vom geographischen Südpol durch das ostantarktische Königin-Maud-Land beteiligt war.